# Eric Esch
Eric Scott Esch, pseud. Butterbean (ur. 3 sierpnia 1966 w Bay City) – amerykański bokser zawodowy wagi ciężkiej, a także kick-boxer i zawodnik MMA.

## Kariera bokserska
15 października 1994 stoczył pierwszy pojedynek na zawodowym ringu. Po 4 rundach pokonał na punkty Tima Danielsa. 15 grudnia 1995 w swym szesnastym pojedynku doznał pierwszej porażki. W 2. rundzie przegrał przez techniczny nokaut z Mitchellem Rose'em. Była to jedyna przegrana Escha przed czasem.
12 kwietnia 1997 Esch zdobył pas federacji IBA w kategorii superciężkiej, pokonując w 2. rundzie przez techniczny nokaut Eda White'a. Pięciokrotnie obronił zdobyty pas, pokonując kolejno: 16 stycznia 1998 Harry'ego Funmakera (po 4 rundach jednogłośnie na punkty), 13 lutego 1999 Patricka Grahama (techniczny nokaut w 3. rundzie), 31 lipca 1999 Tima Burgoona (nokaut w 2. rundzie), 18 września 1999 Kenny'ego Cravena (techniczny nokaut w 2 rundzie), 4 marca 2000 George'a Linbergera (nokaut w 1. rundzie).
27 lipca 2002 zmierzył się z byłym mistrzem świata federacji WBC i IBF w kategorii ciężkiej Larrym Holmesem. Po 10 rundach Esch przegrał jednogłośnie na punkty. Była to jedyna walka "Butterbeana", której długość wynosiła 10 rund. 15 października 2005 Esch stoczył rewanżowy pojedynek z George'em Linbergerem. Tym razem po 4 rundach przegrał niejednogłośnie na punkty. Stawką pojedynku był pas federacji NABC w kategorii superciężkiej.
3 października 2009 Esch powrócił na zawodowy ring, po dwuletniej przerwie, by stoczyć swój ostatni bokserski pojedynek. Po 4 rundach przegrał niejednogłośnie na punkty z Harrym Funmakerem.
13 stycznia 2012 Esch po raz kolejny powrócił na zawodowy ring. Po 4-rundowej walce przegrał jednogłośnie na punkty z Curtem Allanem. Był to 90 pojedynek Escha w bokserskiej karierze zawodowej.

## Kariera kick-bokserska
29 czerwca 2003 Eric Esch stoczył swoją pierwszą walkę kick-bokserską, gdy zadebiutował w organizacji K-1, nokautując w 1. rundzie Japończyka Yūsuke Fujimoto. 21 września 2003 w swoim drugim pojedynku Esch doznał porażki. Przegrał w 2. rundzie przez nokaut z Mikiem Bernardo. Ostatnią walkę w K-1 stoczył w 2008, gdy podczas GP Hawajów został znokautowany przez byłego zawodnika UFC Wesleya Correirę.
29 lipca 2009 na gali Moosin II znokautował w 1. rundzie Koreańczyka Bo Lam Moona.

## Kariera w MMA
31 grudnia 2003 Eric Esch stoczył swoją pierwszą walkę w formule MMA. Przegrał w 2. rundzie przez poddanie z Japończykiem Genki Sudo. 9 grudnia 2005 Esch zanotował swoją pierwszą wygraną w MMA. W trzecim pojedynku zwyciężył swojego rodaka Walleya Keenbooma przez poddanie. 18 września 2010 na XIV gali KSW w Łodzi zmierzył się z Mariuszem Pudzianowskim. Esch przegrał w 1. rundzie przez poddanie.

## Występy w WWE
Eric Esch dwukrotnie wystąpił na galach wrestlerskich WWE. W 1997 podczas debiutu pokonał byłego amatorskiego boksera Marca Mero. W 1999, w swojej drugiej i jak na razie ostatniej walce, zwyciężył Barta Gunna.